# Бирн, Джулия Клара Питт
Джулия Клара Питт Бирн (англ. Julia Clara Pitt Byrne; июль 1819 или 1819 — 29 марта 1894, неизвестно) — английская писательница, жена Уильяма Питта Бирна (1806—1861), которому принадлежала прежде газета «The Morning Post». Она была британским автором мемуаров о знаменитостях своего времени, а также более серьезных социальных комментариев, например в отношении работных домов.

## Биография
Родилась в 1819 году и стала второй дочерью валлийского поэта Ганса Буска и сестрой одного из создателей «Добровольцев» Ганса Буска младшего и  путешественницы и фольклористки Рэйчел Харриетт Буск. Она также была невесткой сэра Роберта Лодера, 1-го баронета, через свою сестру Марию Джорджиану. В 1842 году она вышла замуж за Уильяма Питта Бирна, владельца издания «The Morning Post» и сына Шарлотты Дакр. В 1860 году Джулия Клара Питт Бирн обратилась в католицизм.
Уже в юном возрасте Джулия Клара Питт Бирн начала анонимно помещать в журналах статьи, преимущественно исторически-описательного характера, в которых ярко сказывался талант молодой писательницы. 
Известность Бирн приобрела своим произведением «Flemish Interiors» («Фламандские интерьеры»), до сих пор наиболее популярной её работой настолько, что ряд последующих ее работ публиковался под псевдонимом «Автор фламандских интерьеров». Затем последовал целый ряд сочинений, преимущественно политико-социального содержания: «Realities of Paris life» (3 т.); «Red, white and blue» (3 т.); «Cosas de España» (2 т.); «Feudal castles of France»; «Pictures of Hungarian life» и многие другие.